# Leonidas E. Hill
Leonidas Edwin „Ted“ Hill (* 29. September 1934 in Newport (Rhode Island); † 9. April 2012) war ein US-amerikanischer Historiker und Hochschullehrer.

## Leben
Leonidas Edwin Hill war der Sohn von Josephine Fransioli und Leonidas Edwin Hill Jr. (August 1872 in Industry (Texas)). 1943, im Alter von neun Jahren, zog er nach Everett (Washington). Bis 1955 war er als Wettkampfskifahrer im Slalom und Riesenslalom aktiv. Sein größter Erfolg war der Gewinn der Northern Divisional-Meisterschaft 1955 für Downhill-, Slalom- und Alpin-Events.
Während seiner Tätigkeit an der University of Oklahoma lernte er seine erste Frau Lorraine kennen. Sie heirateten 1961 und zogen nach Vancouver. Im April 1965 wurde eine Tochter geboren. Im Jahr 1965 hielt sich die Familie in Lindau am Bodensee in Deutschland auf. Im Mai 1970 wurde ein Sohn geboren.
1971 und 1972 lebten sie in Freiburg im Breisgau.
Später trainierte er das Skiteam der University of British Columbia. Er war Mitglied des Alta Lake Sports Club in Whistler, der in den frühen 1980er Jahren Langlaufloipen unterhielt. Er war auch ein Alpinist und bestieg in seinen Zwanzigern mit seinem Bruder Thomas viele lokale Gipfel im Bundesstaat Washington.

## Werdegang
Er widmete sich der Vogelbeobachtung und studierte zwei Jahre Medizin an der University of Washington, anschließend wurde er Bachelor und Master der Geschichtswissenschaft an der University of Washington. 
Er wurde Dozent am Wellesley College, dann in Dartmouth und unterrichtete anschließend an der University of Oklahoma.
1963 wurde er mit German Diplomacy on the Eve of World War II von der Harvard University zum Ph.D. promoviert.
1965 überließ ihm Marianne von Graevenitz (1889–1983) eine Sammlung privater Dokumente von Ernst von Weizsäcker. Hill veröffentlichte u. a. Die Weizsäcker-Papiere, 1900–1932.
Von 1963 bis 1997 hatte er eine Professur für Geschichte an der University of British Columbia.
Leonidas Hill starb an Komplikationen infolge des Non-Hodgkin-Lymphoms.